# Pelle (voornaam)
Pelle (ook Pellè) is een jongensnaam afkomstig van de Zweedse vleivorm voor Per of Peter. Het is tevens de verkorte vorm van het Friese Pelgrim. De naam is via het Latijnse petra afgeleid van het Griekse woord πέτρος (petros) dat "steen" of "rots" betekent. Verwante namen zijn Pete, Petey/Petie, Peoter, Pearce, Petero, Peta, Pierre, Pedro en Piers.

## Gebruik in Nederland
Vanaf 1990 werd de naam in Nederland populair, in 2015. Pelle kwam in 2014 in Nederland 957 keer voor als eerste naam en 204 maal als volgnaam. In dat jaar kwam het ook 8 maal als meisjesnaam voor.   In 1915 stond de naam op plaats 351 van meest populaire namen in Nederland. In 2016 werd de naam 57 maal gegeven.

## Directe vertalingen
- Italiaans: pelle = huid
- Frans: Pellé = bijnaam voor een kale, oude man
- Midden Nederduits: Pelle = Kostbare paarse zijden doek
- Fins: pelle = clown[3]

## Bekende naamdragers
- Pelle de Veroveraar - film uit 1987 van de Deense regisseur Bille August
- Pelle Almqvist - Zweedse zanger
- Piet Pelle - gratis boekje dat als promotiemateriaal in de jaren 50 en 60 van de twintigste eeuw in fietsenwinkels werd meegegeven namens de Koninklijke Gazelle Rijwielfabriek NV te Dieren
- Pelle Clement - Nederlandse profvoetballer
- Pelle Edberg - Zweedse golfer
- Pelle Svanslös - (Nederlands: Pietje Kortstaart) - fictieve antropomorfe kat, gecreëerd door de Zweedse schrijver Gösta Knutsson in zijn reeks van kinderboeken
- Pelle van Amersfoort - Nederlandse profvoetballer
- Pelle Gudmundsen-Holmgreen – Deense componist
- Pelle Kil - Nederlandse wielrenner
- Pelle Rietveld - Nederlandse atleet

### Als achternaam
- István Pelle – Hongaarse turner
- Graziano Pellè – Italiaanse voetballer